# Scutula
Scutula is een geslacht van korstmossen behorend tot de familie Byssolomataceae. De typesoort is Scutula wallrothii.

## Soorten
Volgens Index Fungorum bevat het geslacht 35 soorten (peildatum december 2021):
| Soortnaam                  | Auteur(s)                                                    | Publicatiejaar |
| -------------------------- | ------------------------------------------------------------ | -------------- |
| Scutula abietina           | Velen.                                                       | 1934           |
| Scutula affinis            | (A. Massal.) Zopf                                            | 1896           |
| Scutula agardhiana         | Flagey                                                       | 1896           |
| Scutula aggregata          | Bagl. & Carestia                                             | 1889           |
| Scutula aspiciliae         | (Müll. Arg.) Rehm                                            | 1890           |
| Scutula circumspecta       | (Nyl. ex Vain.) Kistenich, Timdal, Bendiksby & S. Ekman      | 2018           |
| Scutula cladoniicola       | Alstrup & D. Hawksw.                                         | 1990           |
| Scutula curvispora         | (D. Hawksw. & Miadl.) Diederich                              | 2018           |
| Scutula dedicata           | Triebel, Wedin & Rambold                                     | 1997           |
| Scutula diaphana           | Lorton                                                       | 1914           |
| Scutula didymospora        | (D. Hawksw. & Miądl.) Diederich                              | 2018           |
| Scutula effusa             | (Auersw. ex Rabenh.) Kistenich, Timdal, Bendiksby & S. Ekman | 2018           |
| Scutula epiblastematica    | (Wallr.) Rehm                                                | 1890           |
| Scutula epigena            | (Nyl.) Rehm                                                  | 1890           |
| Scutula epiphylla          | (G. Merr.) Vouaux                                            | 1913           |
| Scutula heeri              | (Hepp ex A. Massal.) P. Karst.                               | 1885           |
| Scutula igniarii           | (Nyl.) S. Ekman                                              | 2021           |
| Scutula krempelhuberi      | Körb.                                                        | 1865           |
| Scutula leptogica          | (Nyl.) Zopf                                                  | 1896           |
| Scutula leptogii           | Dughi                                                        | 1936           |
| Scutula lignicola          | Velen.                                                       | 1934           |
| Scutula massalongiana      | Trevis.                                                      | 1856           |
| Scutula miliaris           | (Wallr.) P. Karst.                                           | 1885           |
| Scutula multispora         | Velen.                                                       | 1934           |
| Scutula nephromatis        | (Speg.) Etayo                                                | 2008           |
| Scutula pleiospora         | Vouaux                                                       | 1911           |
| Scutula pseudocyphellariae | Etayo & Triebel                                              | 2010           |
| Scutula socialis           | Körb.                                                        | 1867           |
| Scutula solorinaria        | (Nyl.) P. Karst.                                             | 1885           |
| Scutula solorinicola       | (Vain.) Rehm                                                 | 1890           |
| Scutula stereocaulorum     | (Anzi) Körb.                                                 | 1865           |
| Scutula subolivacea        | Velen.                                                       | 1934           |
| Scutula tuberculosa        | (Th. Fr.) Rehm                                               | 1906           |
| Scutula wallrothii         | Tul.                                                         | 1852           |
| Scutula xylobia            | J. Schröt.                                                   | 1893           |